# Chronik der Stadt München/1701–1800
Diese Liste ist eine Teilliste der Chronik der Stadt München. Sie listet Ereignisse der Geschichte Münchens aus dem 18. Jahrhundert auf.

## 1701
- 14. April: Grundsteinlegung für das Schloss Schleißheim
- 22. Mai: Einzug des Kurfürsten Maximilian II. Emanuel in München nach seiner Rückkehr aus den Niederlanden zurück nach Bayern
- 17. September Hinrichtung und anschließende Verbrennung der Maria Theresia Käser als Hexe. Das ist die letzte dokumentierte Hexenverbrennung in München, ein für 1721 überlieferter Fall ist nicht belegt.
- Anlage des Nymphenburger Kanals

## 1702
- 22 Februar: erste urkundliche Erwähnung des Schäfflertanzes als alter Brauch
- Mai: Baubeginn des Türkengrabens
- Anlage des Nymphenburg-Biedersteiner Kanals und des Schwabinger Kanals

## 1704
- 1. April: Evaristo Dall’Abaco wird als Violoncellist am Hof angestellt.
- 17. Juli: Die drei Stände des Landtags (Adel, Klerus, Bürger) legen aufgrund der Prophezeiungen von Maria Anna Lindmayr in der Frauenkirche ein Gelübde zum Bau einer Dreifaltigkeitskirche ab, wenn die Stadt von Plünderung und Pest verschont bleibt.

## 1705
- 5. April: Ein Befehl des Hofkriegsrats in Wien, München zu beschießen, wird von den Befehlshabern vor Ort nicht ausgeführt.
- 16./17. Mai: Übergabe der Stadt an die Kaiserlichen Truppen.
- 24. Juli: erstmalige Erwähnung eines Juden in München seit der Vertreibung im 15. Jahrhundert. Anscheinend waren die Juden im Gefolge der österreichischen Truppen wieder nach München gekommen.
- 24. Dezember: Eintreffen der Oberländer Aufständischen vor München, in der Nacht zum 25. Eroberung des Roten Turms
- 25. Dezember: Sendlinger Mordweihnacht

## 1706
- 29. Januar: Hinrichtung von Johann Georg Kidler, Johann Sebastian Senser und Johann Clanze, Führer des Aufstands gegen die Österreicher, auf dem Marienplatz
- 17. März: Hinrichtung weiterer Führer des Aufstands auf dem Marienplatz
- 12. Mai: totale Sonnenfinsternis (die letzte in München vor 1999)

## 1710
- Fertigstellung des Bürgersaals

## 1715
- Baubeginn von Schloss Fürstenried
- Der Hirschjagdpark wird angelegt

## 1717
- Schloss Fürstenried wird fertiggestellt.

## 1718
- Fertigstellung der Dreifaltigkeitskirche

## 1719
- Abriss des Rosenturms

## 1722
- Gründung der Gelehrtengesellschaft Parnassus Boicus

## 1724
- Eingemeindung des Lehel nach München

## 1727
- Grundsteinlegung von St. Anna im Lehel

## 1728
- Grundsteinlegung von St. Michael in Perlach

## 1731
- 3. November: Installation der ersten „Stadt-Illumination“ (Straßenbeleuchtung) mit 600 Laternen

## 1741
- 28. Mai: Vertrag von Nymphenburg

## 1744
- 23. Oktober: Kurfürst Karl Albrecht kehrt aus Frankfurt als Kaiser Karl VII endgültig nach München zurück, die Stadt ist für kurze Zeit wieder Kaiserresidenz.

## 1746
- Fertigstellung der Asamkirche

## 1753
- Eröffnung des Cuvilliés-Theaters

## 1754
- Fertigstellung des Palais Toerring-Jettenbach

## 1756
- Gründung des Bayerischen Kadettenkorps

## 1780
- Beginn der Bayerischen Staatsbank

## 1785
- Einrichtung der Apostolischen Nuntiatur in München

## 1789
- Eröffnung des Englischen Gartens

## 1791
- 18. März: Kurfürst Karl Theodor ordnet die Schleifung der Bastion vor dem Neuhauser Tor und die Neugestaltung der Zufuhr in die Stadt an, das führt zur Anlage des Stachus.

## 1792
- Juli: Umbenennung des Neuhauser Tors in Karlstor

## 1795
- 2. Juni: Kurfürst Karl Theodor ordnet die Entfestigung Münchens an

## 1796
- Fertigstellung der Seidenhauskaserne
- Zerstörung des Roten Turms

## 1797
27. April: Umbenennung des Stachus in Karlsplatz